# Taiwan Golden Bee
Taiwan Golden Bee (TGB) – tajwański producent skuterów, motocykli, pojazdów ATV, lekkich pojazdów użytkowych i silników. Firma produkuje także części do zespołów napędowych takich firm jak: Piaggio, Peugeot (skutery), Minarelli, Morini, Polaris i SYM. TGB zostało założone przez Chi-Fu Changa, którego spółka niegdyś produkowała Vespy na licencji Piaggio, a potem części do nich. Fabryka powstała w 1978 roku.

## Modele
- 101R Tryton
- 303 RS
- 101S Orion
- Akros tec
- Ergon EMR 50
- F409 BF1
- F507
- F409 Royal Cruise
- Vivo
- R50X
- R125X
- Octane 50
- Laser RS 50
- 101R Tryton
- BK1 Kurier
- Mystique
- 202 classic
- 125 SKY
- as50x (bunny)